# 西南泡花树
西南泡花树（学名：Meliosma thomsonii）为清风藤科泡花树属下的一个种。